# Iglesia de Shoal Creek
La Iglesia Bautista Shoal Creek es una iglesia histórica ubicada en Edwardsville, Alabama, Estados Unidos. Fue construido en 1895 y agregado al Registro Nacional de Lugares Históricos el 4 de diciembre de 1974. El edificio de la iglesia actual es aparentemente el tercero que se ha construido en el sitio.

## Historia
No hay registro del final formal de la comunión de la iglesia. La iglesia declinó debido a la reubicación de miembros y para 1914 aparentemente tantos se habían ido, que la iglesia ya no se reunía con regularidad. La última entrada en el acta existente está fechada el 6 de septiembre de 1914. Desde el cese de la comunión de la iglesia, el edificio se ha utilizado ocasionalmente para reuniones familiares, bodas o para los servicios de la iglesia de una congregación local. Su uso más habitual ha sido para un canto de arpa sagrada anual.

## Galería

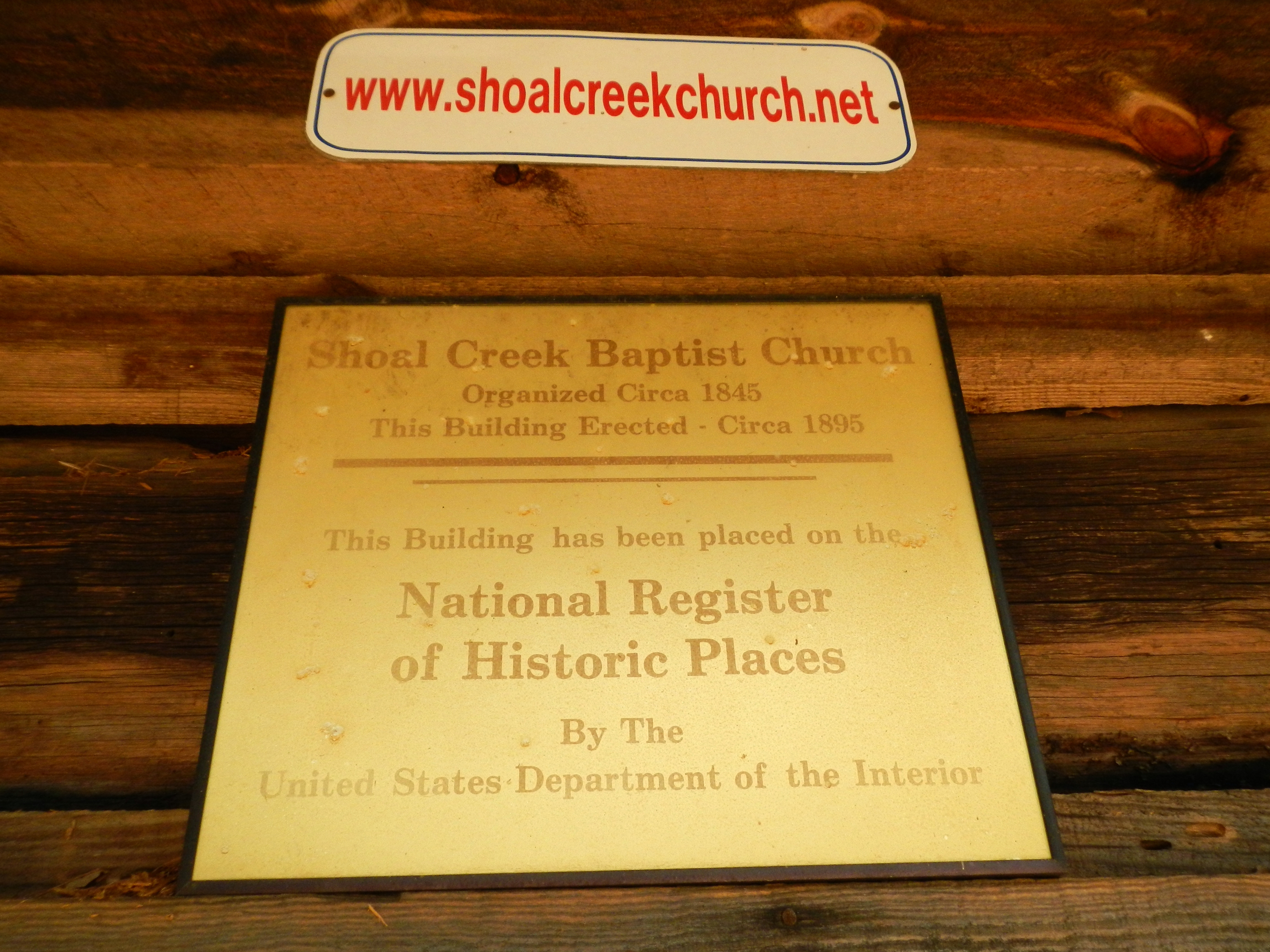
Un letrero colocado por el Departamento del Interior que conmemora la ubicación de la iglesia en el Registro Nacional de Lugares Históricos.
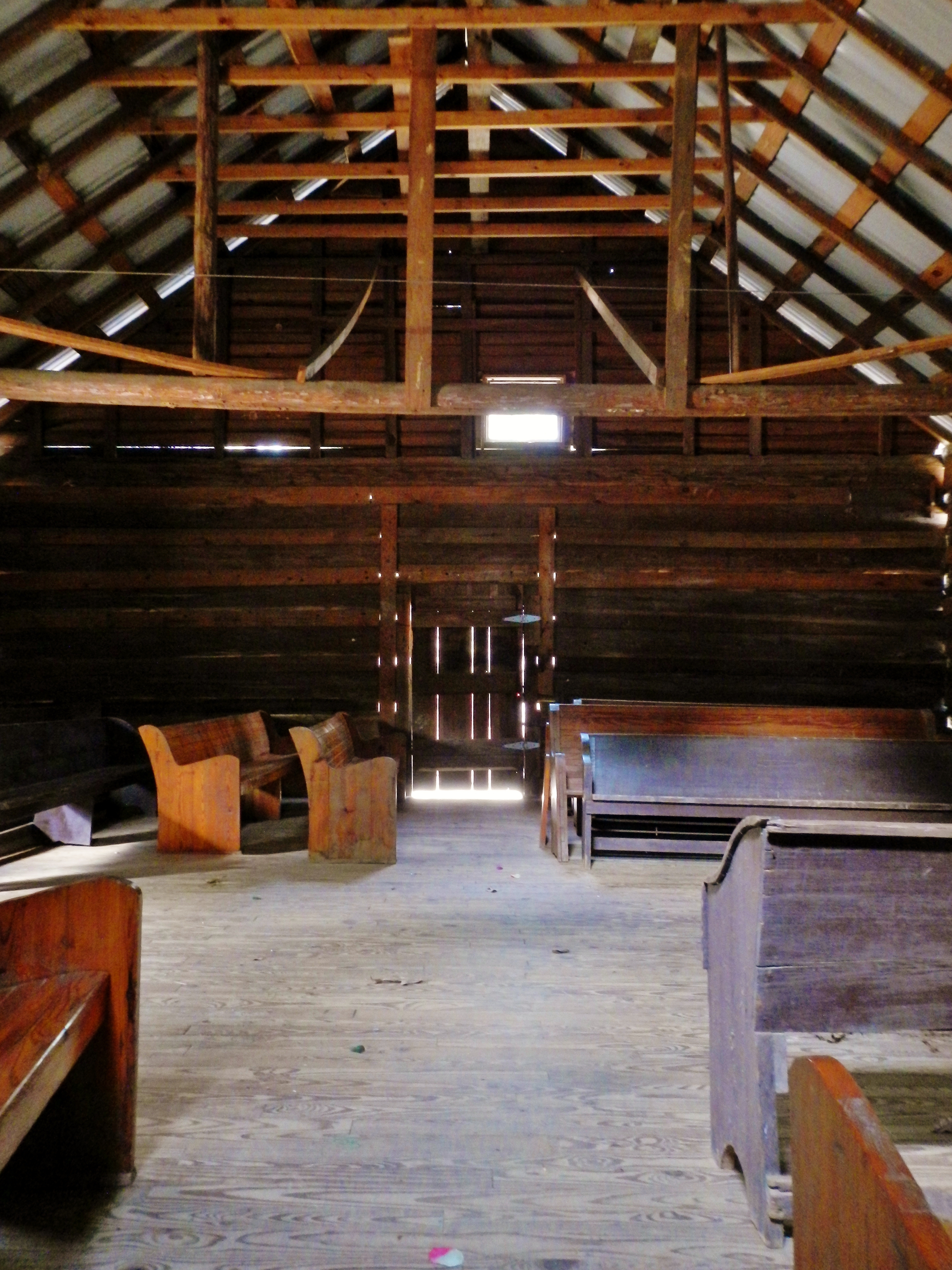
El interior de la Iglesia Shoal Creek.